# باتريسيو خيريز (لاعب كرة قدم)
باتريسيو خيريز (بالإسبانية: Patricio Jerez Aguayo)‏ هو لاعب كرة قدم ومدرب كرة قدم تشيلي في مركز الوسط، ولد في 29 يونيو 1987 في كونثبثيون في تشيلي. لعب مع نادي كوبريسال.

## وصلات خارجية
- باتريسيو خيريز (لاعب كرة قدم) على موقع قاعدة بيانات كرة القدم.إي يو (الإنجليزية)
- باتريسيو خيريز (لاعب كرة قدم) على موقع Soccerway.com (الإنجليزية)
- باتريسيو خيريز (لاعب كرة قدم) على موقع AS.com (الإسبانية)